# Andrew Benesh
Andrew Benesh (Rancho Palos Verdes, 14 marzo 1995) è un ex pallavolista statunitense.
Giocava nel ruolo di centrale. 

## Carriera

### Club
La carriera di Andrew Benesh inizia nei tornei scolastici californiani, giocando per la Palos Verdes HS. Dopo il diploma gioca a livello universitario nella NCAA Division I con la Southern California, partecipando al torneo dal 2017 al 2017.
Nella stagione 2017-18 firma il suo primo contratto professionistico nella Lega Nazionale A svizzera, vincendo lo scudetto: al termine dell'annata lascia la pallavolo giocata.

### Nazionale
Fa parte della nazionale Under-21, con cui conquista la medaglia di bronzo al campionato nordamericano 2014 e quella d'argento alla Coppa panamericana 2015.

## Palmarès

### Club
- Campionato svizzero: 1

2017-18

### Nazionale (competizioni minori)
- Campionato nordamericano Under-21 2014
- Coppa panamericana Under-21 2015